# Tony Robert-Fleury
Tony Robert-Fleury (vicino a Parigi, 1º settembre 1837 – Viroflay, 8 dicembre 1911) è stato un pittore francese.

## Biografia
Nato appena fuori Parigi, studiò pittura con suo padre Joseph-Nicolas Robert-Fleury e poi sotto la guida di Hippolyte Delaroche e Léon Cogniet.
Al Salon del 1866 espose la sua prima opera: Il massacro di Varsavia dell'8 aprile 1861. L'anno seguente i suoi dipinti Vecchie signore a Piazza Navona e L'ultimo giorno di Corinto furono acquistati dal museo del Lussemburgo. Sempre per il museo del Lussemburgo dipinse un soffitto rappresentante La glorificazione della scultura francese.
Tony Robert-Fleury divenne in seguito presidente della Société des artistes français, succedendo a William-Adolphe Bouguereau, a fianco del quale insegnò all'Académie Julian, dove ambeue erano professori titolari.
Le sue composizioni e i suoi ritratti storici gli procurarono una notevole fama. Nel suo atelier, infatti, si formò un gran numero di pittori del XX secolo quali: Marija Baškirceva, Jean Alfred Marioton, Eugène Lomont, Paul Chocarne-Moreau, Clément Brun, Jean de Francqueville, Henri Valensi, Amélie Lundahl, Charles Amable Lenoir, Émile Jourdan, Lilla Cabot Perry, Sara Page, Anna Klumpke, Maria Gażycz, Cecilia Beaux, Edgard Bouillette, Franklin Brownell, Eanger Irving Couse, Louis Paul Dessar, Eurilda France, Ellen Day Hale, Alexander Jacques Chantron, Minerva Josephine Chapman, Louis Aston Knight, Mary MacMonnies, John Saint-Helier Lander, Louis Marc, Phoebe Natt, Michel Korochanski, Lawton S. Parker, Julius Rolshoven, Edward Redfield, Jules-Cyrille Cavé, Guillaume Seignac e Severo Rodríguez Etchart.
Nel 1908 Robert-Fleury fu eletto presidente della Fondazione Taylor, carica che ricoprì per tutta la vita.
Morì a 74 anni nella cittadina di Viroflay, non lontano da Parigi.
Raggiunse la fama sia per le composizioni storiche che per i suoi ritratti e le scene di genere.

## Alcune opere

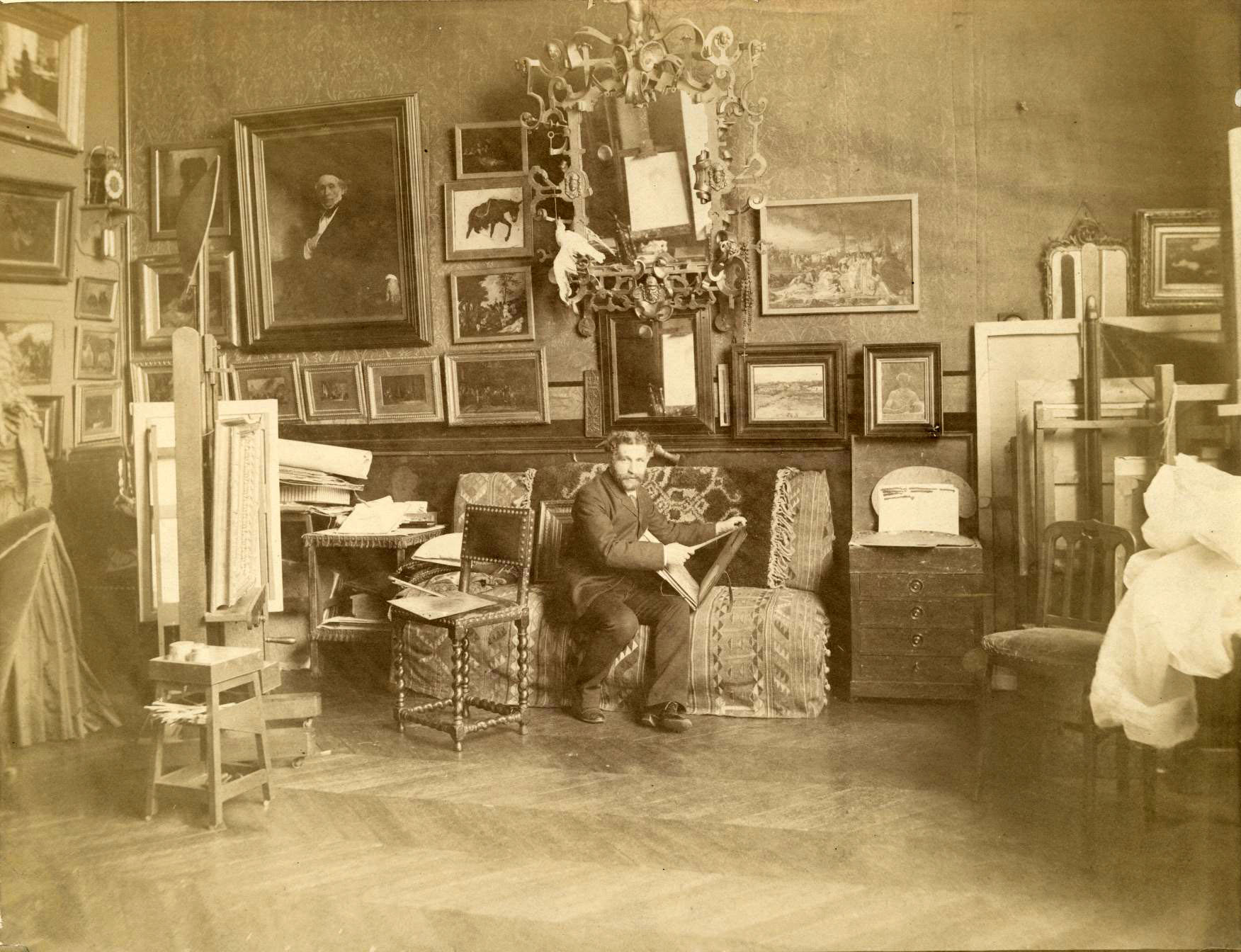
Tony Robert-Fleury nel suo studio di Parigi

- Varsavia l'8 aprile 1861, Castello di Montrésor, 1866.[2][3]
- Joseph-Nicolas Robert-Fleury, (1797-1890), Museo di Versailles.
- L'ansia, Museo di Tessé.
- La Polacca, studio per Ofelia, Museo di Rennes.
- L'ultimo giorno di Corinto, Musée d'Orsay, Parigi, 1870.
- Romeo e Giulietta, Museo di La Roche-sur-Yon.
- Le Danaidi, 1873.
- La Glorificazione della Pittura Francese, 1880.
- Leda e il cigno, 1885.
- Ofelia, 1887.
- Maddalena, 1889.
- Malinconia, 1901.
- Lo studio, 1902.
- Architettura
- Maria Antonietta il mattino della sua esecuzione, 1906.
- Autoritratto, Museo di Versailles.
- Vecchie signore a Piazza Navona e a Santa Maria della Pace, Musée du Luxembourg.

## Galleria d'immagini

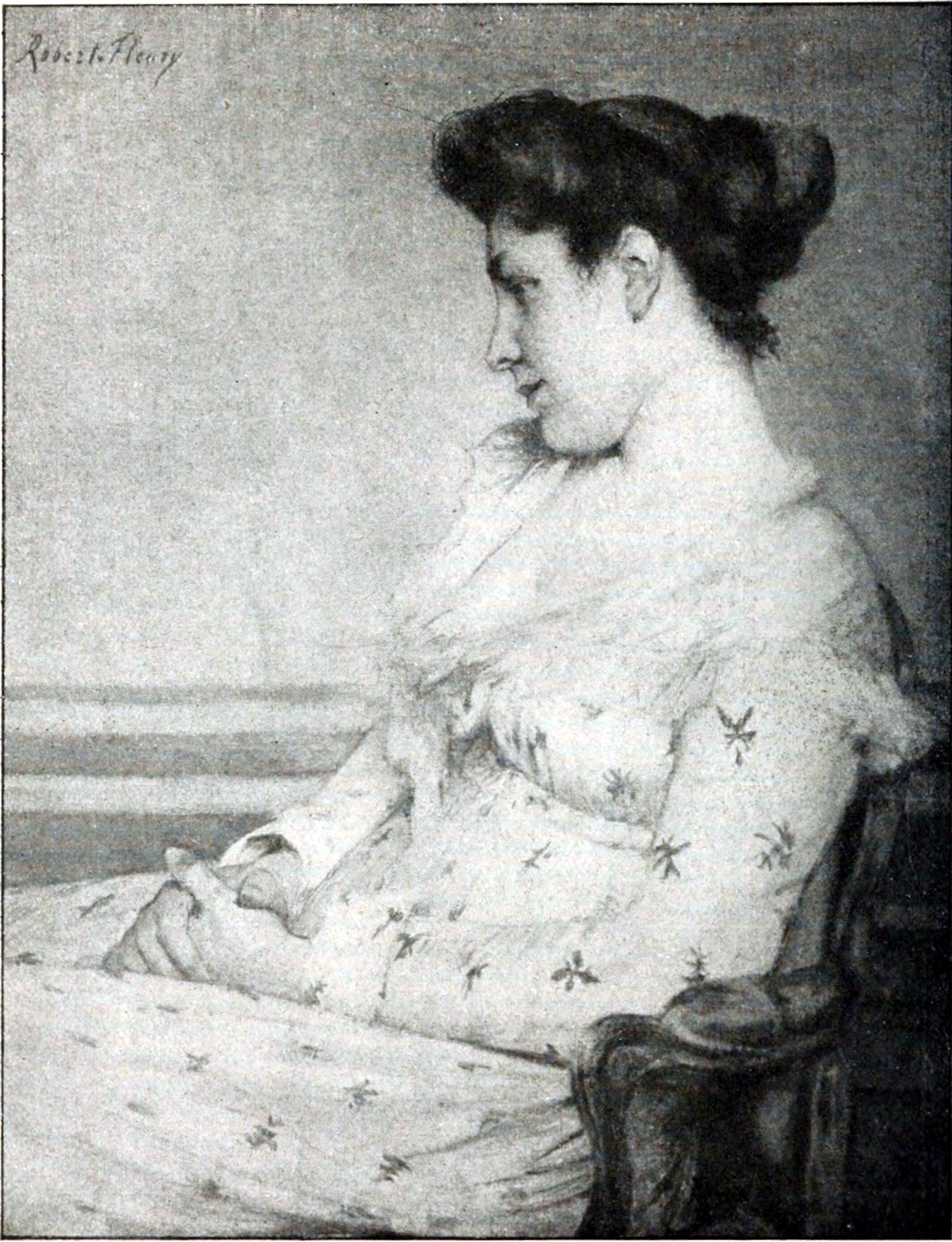
Dolci pensieri
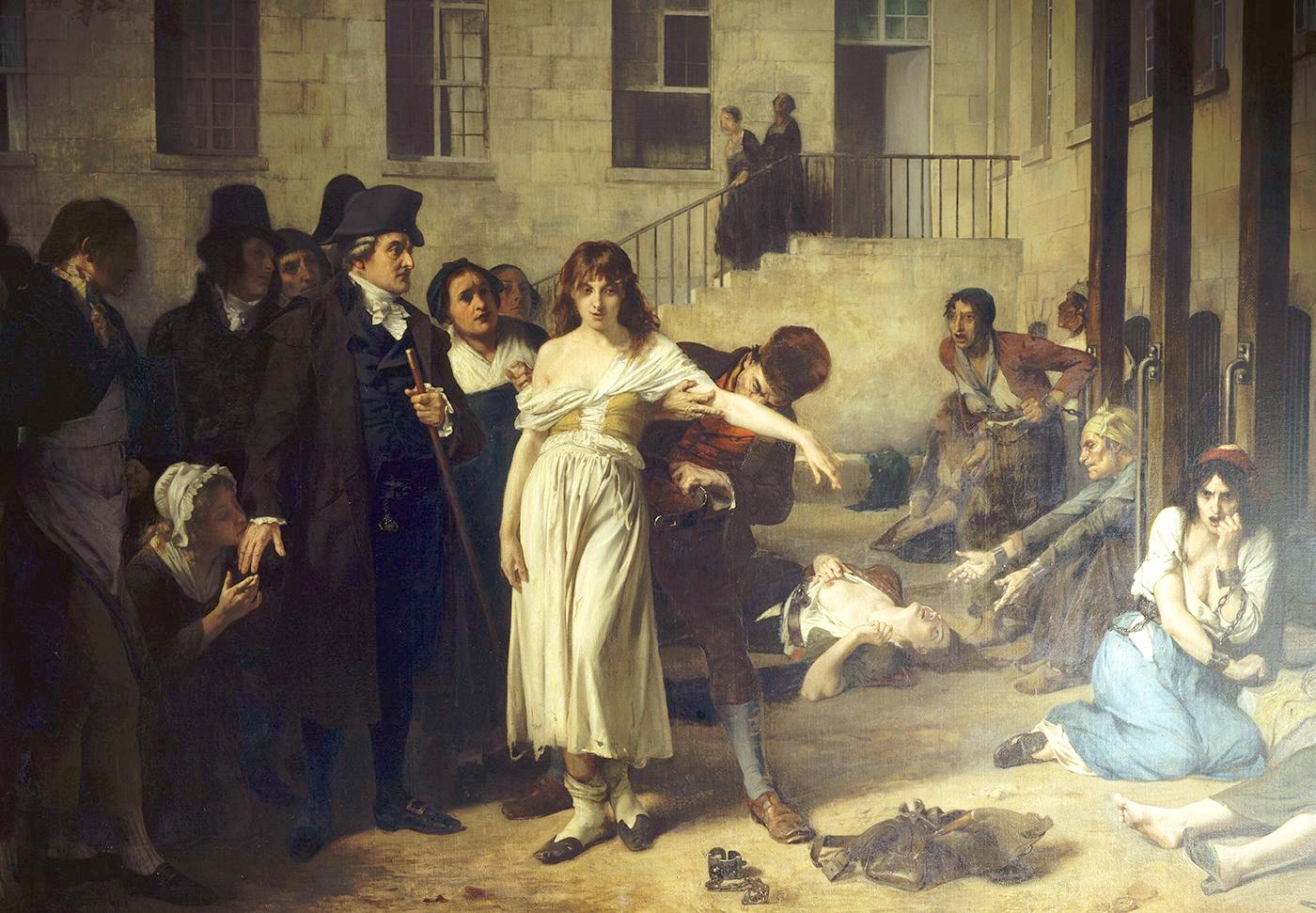
Philippe Pinel alla Salpêtrière
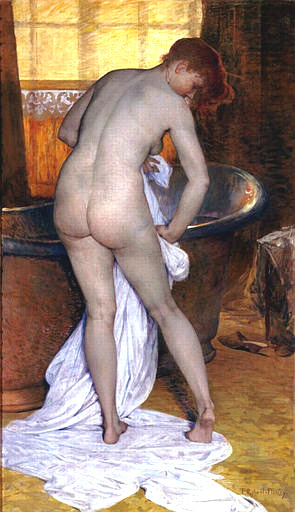
Il bagno
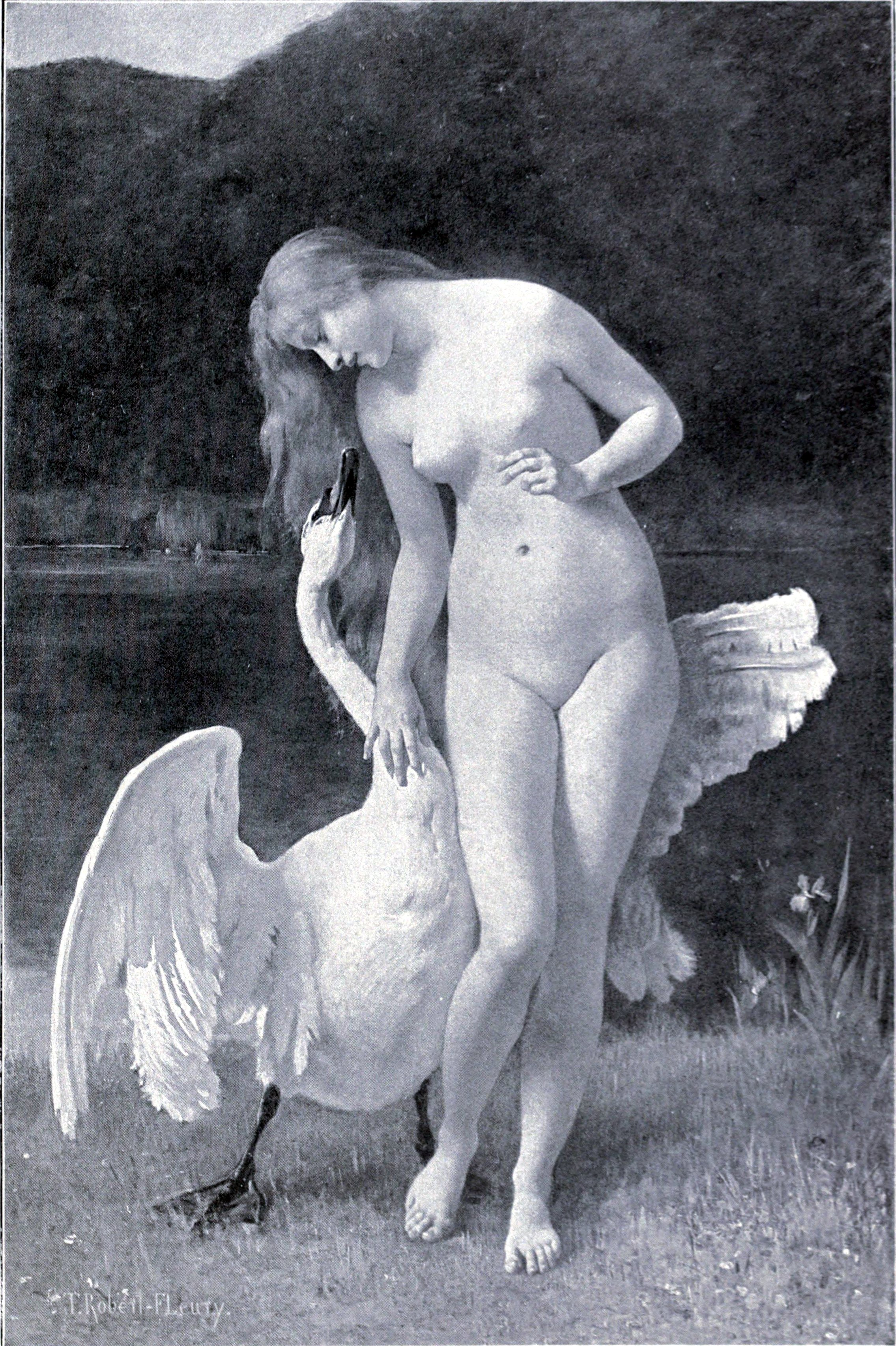
Leda e il cigno
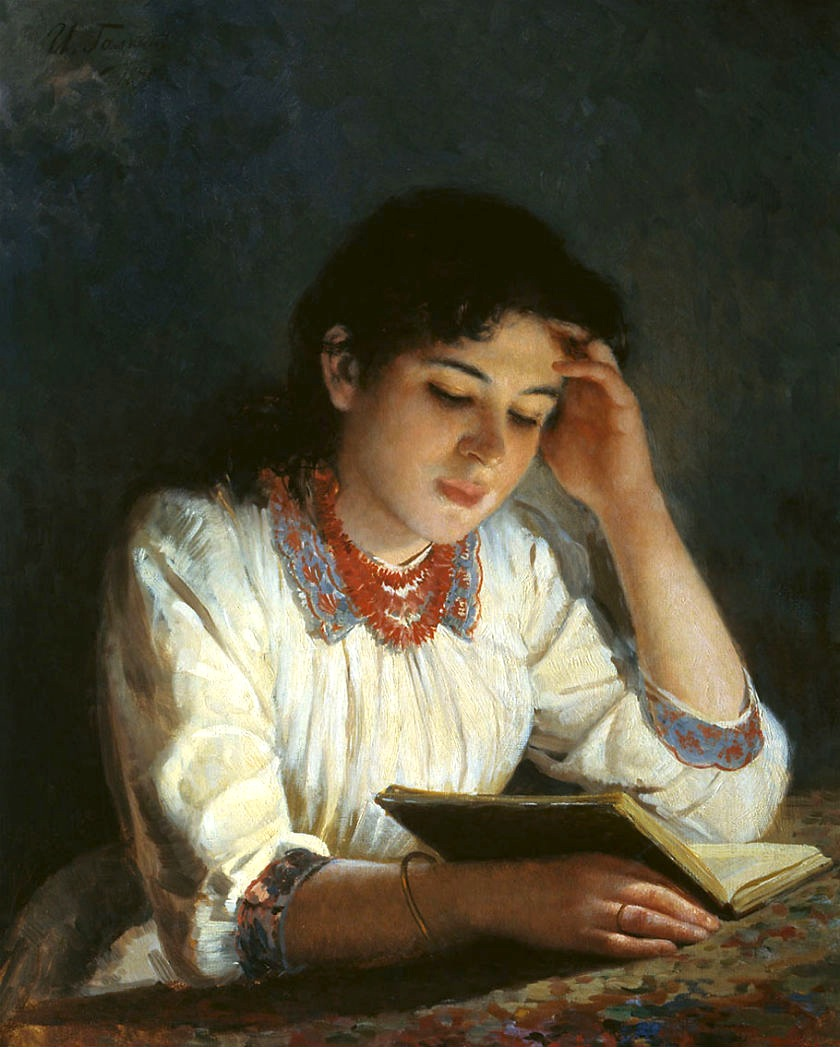
Ragazza